# Allan Fleming
 (novembre 2015).
Allan Fleming, né le 7 mai 1929 à Toronto et mort le 31 décembre 1977, est un graphiste canadien. 
Il est surtout connu pour la conception du logo du Canadien National.

## Biographie
Fleming est né à Toronto le 7 mai 1929. Sa mère, Isabella Osborne Fleming était infirmière et son père, Allan Stevenson Fleming était un employé du Canadian National Railways. De 1943 à 1944, Fleming étudie à la Western Technical Commercial School dans le domaine de l’art commercial. Il quitte l’école à 16 ans et est alors reçu en tant qu'illustrateur au département de « mail-order-advertising » de la T. Earon Company de 1945 à 1947. Quatre ans plus tard, en février 1951, il épouse Nancy Barbara Chisholm et ils eurent trois enfants.
Fleming travaille pour de nombreuses entreprises au cours de sa vie. De 1951 à 1953, il est employé par la firme de publicité Art and Design Service. En avril 1953, il quitte le pays pour aller s’installer à Londres. Il travaille alors comme directeur artistique pour la firme de publicité John Tait and Parterns. 
Deux ans plus tard en mai 1955, il retourne au Canada, où il obtient alors un poste à temps partiel comme aide-professeur au Collège des arts d’Ontario. Quelques années plus tard, il est invité à rejoindre l’équipe de Cooper & Beatty Typesetters. En 1961, il devient le vice-président de l'entreprise, puis quitte celle-ci en novembre 1962 pour devenir directeur artistique pour le magazine MacLean’s. Il devient alors, en 1965, vice-président et assistant du directeur général du département créatif de MacLaren’s. En mai 1968, il quitte MacLaren Advertising à cause de problèmes cardiaques. Il travaillera à l’Université de presse de Toronto jusqu’à son décès, causé par une crise cardiaque, le 31 décembre 1977, à 48 ans.

## Réalisations

### Cooper & Beatty
En septembre 1957, il est invité à rejoindre l’équipe de Cooper & Beatty Typesetters comme directeur typographique et designer, puis comme directeur de la création. Il y a produit une grande quantité de pièces graphiques même si c’était bien souvent des pièces éphémères, comme des cartons d’invitations, des rapports annuels pour la Baie d’Hudson, des cartes pour la Galerie d’art contemporaine, etc.
En 1960, Fleming Smith et Trevett entreprennent la conception de la version anglophone du livre Tschichold’s Asymmetric Typography. Le projet a finalement été mené à terme en 1967 grâce à la traduction de Ruari McLean. En novembre 1962, il quitte C&B pour devenir directeur artistique pour le magazine McLean’s.  

### MagazineMaclean’s
Pour le numéro de novembre 1960, Allan Fleming créa sa première couverture pour le magazine Maclean’s comme travailleur autonome intitulé USA: America 1960; A 100-page Report on the People Al the Shouting Is About. Pendant neuf mois, de novembre 1962 jusqu’à son départ soudain en juillet 1963, il est directeur artistique à temps plein de la publication.

### MacLaren Advertising
De l’hiver 1963 à l’automne 1968, Fleming travaille pour MacLaren Advertising.
Il fait le design du logo de L'orchestre symphonique de Toronto avec l’aide de Ralph Tipples. Pierre Elliott Trudeau, qui fut premier ministre du Canada durant cinq ans, était l’un des plus gros clients de cette agence de publicité. Fleming, en tant que vice-président de l’agence, s'est impliqué grandement dans le projet de campagne électorale de 1965. En 1966, 63 employés travaillent pour Fleming. Il est mandaté par Lorraine Monk du National Film Board pour faire le design du NFB Centennial Book. En 1967, la Baie d’Hudson lui demande de produire le film Impressions 1670-1970 et de faire un nouveau logo pour leur 300e anniversaire en 1970. Il s'occupe aussi de la création d’un logo pour le restaurant de son ami Dooley’s Restaurant.

## Travail autonome
Bien qu'il n'ait jamais ouvert de bureau à son nom, Fleming a fait nombre de travaux en tant que travailleur autonome.
Il travaillait chez lui pour ne pas avoir à payer de bureau au centre-ville. Sa femme, Nancy Fleming, s’occupait de l’administration et du travail de secrétariat.

### Logo du Canadien National (CN)

Allan Fleming et le directeur des communications du CN, Charles Harris, au lancement du logo à Montréal, 1960

Il est approché par James Valkus pour un nouveau mandat qui consistait en la conception d’une marque de commerce pour la société ferroviaire. Son mandat consiste en la création d’une marque de commerce bilingue qui peut convenir aux multiples applications. CN était, à l’époque, la plus importante société ferroviaire d’Amérique du Nord.

### Livre Canada: du temps qui passe

Photographie promotionnelle pour le livre Canada, du temps qui passe, 1967

Dans le milieu des années soixante, Allan Fleming participe à la conception[Comment ?] d'un livre photo publié pour la première fois en juillet 1967. À cette époque, Fleming était vice-président et directeur artistique chez MacLaren Advertising. Le livre est intitulé Canada: A Year of the Land et en français Canada, du temps qui passe. Ce livre célèbre le Canada à travers des représentations photographiques et textuelles de la géographie vaste et diversifiée du pays. Il a été produit dans le cadre d’un projet encadré par l'Office national du film du Canada, pour marquer le centième anniversaire de la Confédération du Canada en 1967.
Le volume est en format folio en orientation paysage de 38 cm de largeur par 30 cm de hauteur, avec près de 300 pages d'images et de texte logés dans un boitier orné de reproductions photographiques deux couleurs, une de chaque côté de la boîte. Quatre cent quatre-vingt-quatre exemplaires du livre ont été distribués à des dignitaires, y compris la reine d’Angleterre et divers chefs d'État.

## University of Toronto Press
Au printemps 1968, Allan Fleming a laissé tomber les avantages exécutifs dont il jouissait en tant que directeur créatif chez MacLaren Advertising pour commencer un nouveau poste créé expressément pour lui comme designer en chef de l'University of Toronto Press où il fut chef designer de 1968 à sa mort. Il a commencé, tout d’abord, à travailler pour le journal Scholarly Publishing de l’Université. Chaque numéro avait comme visuel la lettre S et P mais traité d’une manière typographique différente. Il travaillait en collaboration avec Will Rueter. Tout au cours de son travail à l’Université, il a grandement contribué aux livres scolaires en Amérique du Nord.
Un de ses premiers projets, un abécédaire illustré par des écoliers autochtones produits comme un souvenir de Noël de l'UTP, a été cité comme l'un des «50 livres imprimés de l'année» en Amérique du Nord en 1968 par l'American Institute of Graphic Arts. Un autre projet des débuts de Fleming à l’université, dans lequel il était co-designer, The Economic Atlas of Ontario, a été acclamé comme «le plus beau livre du monde» en 1970 au Salon International de Leipzig Book Arts.[réf. nécessaire]

## Prix et distinctions
- 1966 : Boursier de la Society of Graphic Designers of Canada/Société des Graphistes du Canada.
- 1960 : Le logo CN est choisi parmi les 50 meilleurs logos au monde, classé 38e au monde, selon Financial Times de Londres et le Report on Business Magazine du Canada
- 1965 : Medal of the Royal Canadien Academy (pour sa contribution à l’art et la typographie du design)
- 1967 : Centennial Medal of Canada (Canada, A Year of the Land, wins a gold medal for book design at Graphica’67)